# گلچهره اعظموا
گلچهره اعظموا (درگذشت ۲ اردیبهشت ۱۳۹۹ در تاشکند) استاد زبان و ادبیات فارسی دانشگاه تاشکند، اهل ازبکستان بود. وی دوم اردیبهشت در سن ۶۸ سالگی به علت بیماری کلیوی در شهر تاشکند درگذشت.

## زندگی
گلچهره اعظموا در رشته زبان و ادبیات فارسی از دانشگاه خاورشناسی تاشکند فارغ‌التحصیل شد. او افزون بر فعالیت آموزش زبان و ادب فارسی در مراکز و مؤسسات مختلف آموزشی و دانشگاهی ازبکستان و همکاری با رایزنی فرهنگی ایران، دو کتاب نیز تألیف کرده‌است.